# Pain of Salvation
Pain of Salvation — шведський прог-метал гурт заснований у 1984 році у місті Ескільстуна.